# Stoian Balov
Stoian Balov (búlgar: Стоян Димитров Балов)  (Txavdar, 24 de maig de 1960) és un ex-lluitador búlgar, especialista en la lluita grecoromana, que va competir durant la dècada de 1980.
El 1988 va prendre part en els Jocs Olímpics de Seül, on guanyà la medalla de plata en la prova del pes gall del programa de lluita grecoromana. En el seu palmarès també destaca una medalla d'or al Campionat del món de lluita i una de plata al Campionat d'Europa de lluita.